# Rise Station
Rise Station (Rise stasjon) er en jernbanestation på Arendalsbanen, der ligger i Rise i Arendal kommune i Norge.
Stationen åbnede 16. september 1907, da Grimstadbanen, også kaldet Grimstad-Frolandbanen, blev taget i brug mellem Grimstad og Rise. 23. november 1908 blev stationen forgreningsstation, da den første del af Arendalsbanen åbnede mellem Arendal og Froland. For at skaffe den bedst mulige korrespondance mellem togene var der op til tre tog, der skulle ekspederes samtidig på Rise Station.
Persontrafikken på Grimstadbanen blev nedlagt 1. september 1961, hvorved Rise Station mistede sin funktion som forgreningsstation. I stedet blev der nu korrespondance med rutebil til Grimstad. 26. november 1983 blev stationen gjort ubemandet.
Stationsbygningen blev opført i jugendstil i 1910 efter tegninger af Paul Armin Due. Den blev fredet i 2002 sammen med stationsparken og mange andre dele af stationen. Stationsbygningen er nu solgt fra. Vandtårnet, der også er fredet, er opført i pudsede mursten og træpaneler. Der findes kun et andet vandtårn af samme type.